# Queen Elizabeth 2
O Queen Elizabeth 2, frequentemente chamado de apenas QE2, é um navio de passageiros britânico operado pela Cunard Line entre 1969 e 2008 tanto como um transatlântico quanto um cruzeiro. Ele foi a principal embarcação da companhia desde sua viagem inaugural em maio de 1969 até ser sucedido pelo RMS Queen Mary 2 em 2004. Projetado pelos escritórios principal e regional da Cunard em Liverpool e Southampton, respectivamente, o Queen Elizabeth 2 foi construído pelos estaleiros da John Brown & Company em Clydebank na Escócia.
O navio realizou voltas ao mundo regularmente por quase quarenta anos, em seus últimos anos operando quase que unicamente como cruzeiro. Apesar de nunca ter tido uma embarcação companheira ou feito um serviço transatlântico semanal anualmente, o Queen Elizabeth 2 manteve a tradição de Cunard de possuir travessias transatlânticas pelo menos uma vez por ano. O navio nunca possuiu o prefixo RMS, ao invés disso usando SS, MV e MS em documentos oficiais ao longo de sua carreira.
O Queen Elizabeth 2 se aposentou em 27 de novembro de 2008. Foi adquirido pela Istithmar, que planejou convertê-lo em um hotel flutuante atracado em Palmeira Jumeirah na cidade de Dubai, Emirados Árabes Unidos. Entretanto, a crise financeira de 2008 interrompeu esses planos e o navio permaneceu inativo. Subsequentes planos de conversão foram anunciados em 2012 e 2013, porém ambos não seguiram adiante. Atualmente, o Queen Elizabeth 2 permanece atracado em Dubai enquanto o operador do porto afirma possuir planos futuros para ele e não tem a intenção de desmontá-lo.

## História

### Conceito e Construção

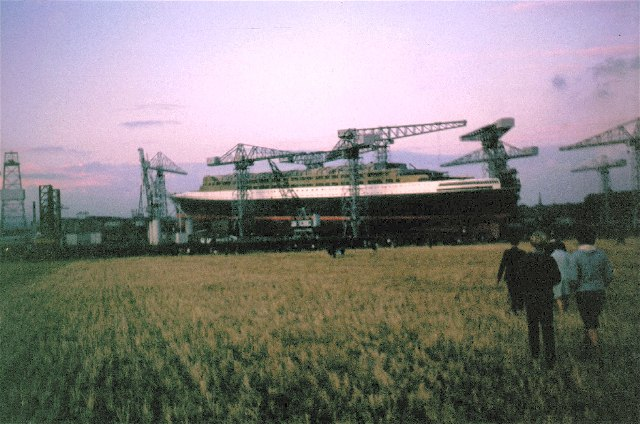
Queen Elizabeth 2 na rampa de lançamento.

Durante os anos de 1960, as viagens transatlânticas eram dominados por viagens aéreas, devido à sua velocidade de baixo custo em relação à rota marítima, e a expansão das viagens aéreas não mostraram sinais de abrandamento. Por outro lado, o RMS Queen Mary e o RMS Queen Elizabeth estavam se tornando cada vez mais caro para operarem. A Cunard não queria desistir do negócio de serviços de passageiros e por isso optou em um novo navio transatlântico, para substituir os originais que estavam envelhecendo.
O declínio do comércio transatlântico foram concretizados, e foram aumentados os custos de combustível e de trabalho. Cunard então, decidiu que o seu navio tinha que ser menor e mais barato a operar do que os seus antecessores. O novo navio foi projetado para navegar na mesma velocidade de 28,5 nós (52,8 km/h), como foi feito no serviço anterior, usando a metade do combustível. Os funcionários também foram reduzidos de níveis nas embarcações mais antigas. o Queen Elizabeth 2 também seria capaz de navegar pelo Canal do Panamá, e o seu projeto era de sete metros a menos que os seus antecessores, permitindo-lhe entrar em portos em que seus navios antigos não podiam, e competir com a nova geração de navios cruzeiros.
Queen Elizabeth 2 foi construído no Estaleiro de John Brown, na Escócia. A quilha foi estabelecida no dia 5 de julho de 1965, e foi colocado no mesmo lugar em que foram construídos o RMS Lusitania, RMS Aquitania, RMS Queen Mary e o RMS Queen Elizabeth. Ele foi lançado ao mar e nomeado no dia 20 de setembro de 1967. No dia 19 de novembro de 1968, ele deixou o Estaleiro de John Brown para testes no mar.

### Início de Carreira
A viagem inaugural do Queen Elizabeth 2 foi de Southampton para Nova York, que partiu no dia 2 de maio de 1969, levando 4 dias, 16 horas e 35 minutos. No entanto, o Príncipe Charles foi o primeiro passageiro "civil" a embarcar a bordo do navio, em sua viagem a partir do estaleiro em Clydebank, na doca seca em Greenock. 
Em 1972, durante sua viagem de Nova York para Southampton, ele foi salvo de uma ameaça de bomba. Ele foi procurado por sua tripulação, e foi combinado para uma equipe de paraquedistas fizessem uma pesquisa do navio. Eles estavam sem bombas, mas o fraudador foi preso pelo FBI.
No ano seguinte, o QE2 realizou duas viagens feitas pelo Mediterrâneo para Israel, em comemoração do 25.º aniversário da fundação do Estado.

### Guerra das Malvinas

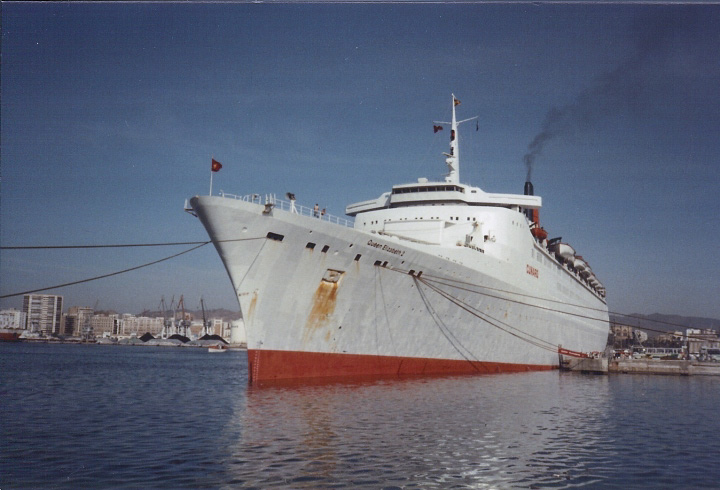
QE2 em Málaga, Espanha - 1982

Em maio de 1982, o navio participou da Guerra das Malvinas, transportando 3000 soldados e 650 tripulantes voluntário para o sul do Atlântico. Ele foi reformado em Southampton, em preparação para o serviço de guerra, incluindo a instalação de três almofadas de helicóptero, transformando os salões públicos em dormitórios, a instalação dos tubos de combustível que corriam através do navio até a sala de máquinas para permitir o reabastecimento no mar, e a cobertura de tapetes com 2000 folhas de Compensado. Mais de 650 membros da tripulação da Cunard ofereceram-se para a viagem e cuidar dos 3000 membros da Quinta Brigada de Infantaria. Durante a viagem, o navio foi apagado e o radar desligado, afim de evitar a deteção, navegando sem aparelhos modernos.
O QE2 retornou ao Reino Unido em junho de 1982, onde foi recebido em Southampton Water pela rainha Isabel Bowes-Lyon a bordo do Royal Yacht Britannia. O navio fez a conversão de volta ao serviço de passageiros, com seu funil pintado na cor laranja tradicional da Cunard, com listras pretas, que são conhecidas como "Hands", ao mesmo tempo, o exterior do casco foi pintado com uma luz seixo cinza não convencional. Esta cor ficou impopular com os passageiros, e o casco foi revertido para cores tradicionais em 1983. Mais tarde naquele ano, o QE2 foi equipado com magrodome sobre sua piscina no Deck 4.

### Era Diesel

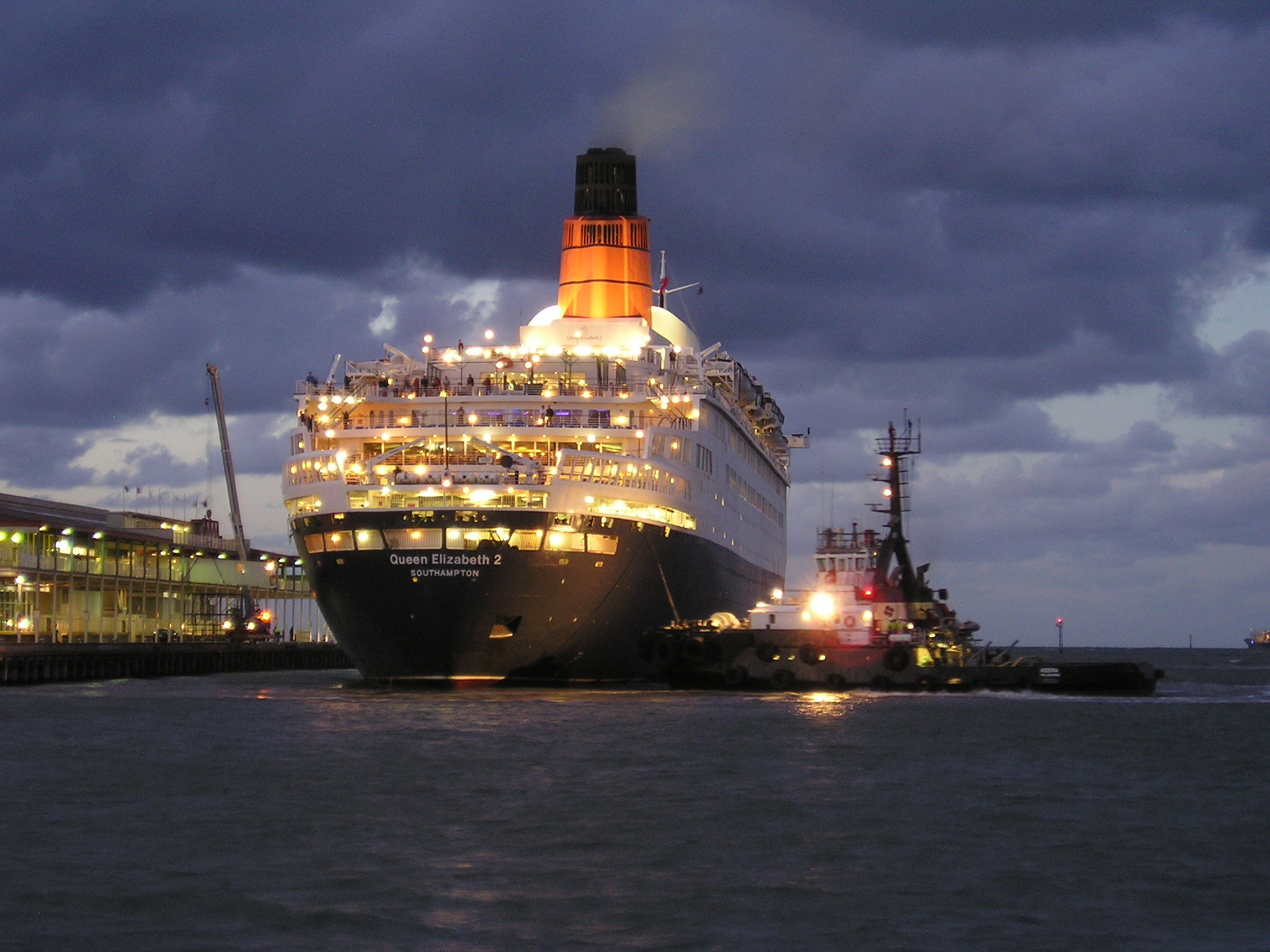
QE2 com seus funis novos.

QE2, mais uma vez enfrentando problemas mecânicos após sua revisão anual, em novembro de 1983. Os problemas causados foram nas caldeiras, e fizeram com que a Cunard cancelasse o navio que eles estavam construindo. Em outubro de 1984, um incêndio elétrico causou um enorme estrago, e acabou piorando mais ainda. As viagens foram adiadas por vários dias antes de ver se ele poderia ser restaurado. Em vez de substituir o QE2 com uma embarcação nova, a Cunard decidiu que simplesmente era melhor fazer melhorias no navio. Portanto, em 1986/87, o QE2 sofreu uma de suas reformas mais significativas, quando ele foi convertido a partir de energia a vapor para Diesel. Foram montados nove motores diesel elétricos, novas hélices (e novos equipamentos para capturar o calor expelido pelos motores). Com seu sistema de propulsão novas, foi esperado para que  QE2 estivesse em operação por mais 20 anos com a Cunard. A acomodação dos passageiros também foi modernizado.
No dia 7 de agosto de 1992, o casco foi seriamente danificado quando ele encalhou no sul de Cuttyhunk Island, próximo a Martha Vineyard, ao retornar como cruzeiro. A combinação de sua velocidade e um cardume desconhecido tiveram que aumentar o projeto do navio, devido ao efeito do agachamento, que levou o casco do navio a raspar as rochas no fundo do oceano. O acidente fez com que os passageiros desembarcassem mais cedo do que previsto na vizinha do local, e o navio foi retirado de serviço, enquanto os reparos temporários foram feitos em uma doca seca em Boston. Vários dias depois, os mergulhadores encontraram tinta vermelha em uma das rochas previamente desconhecidas, nas proximidades de onde o navio ter atingido.

### Anos Posteriores

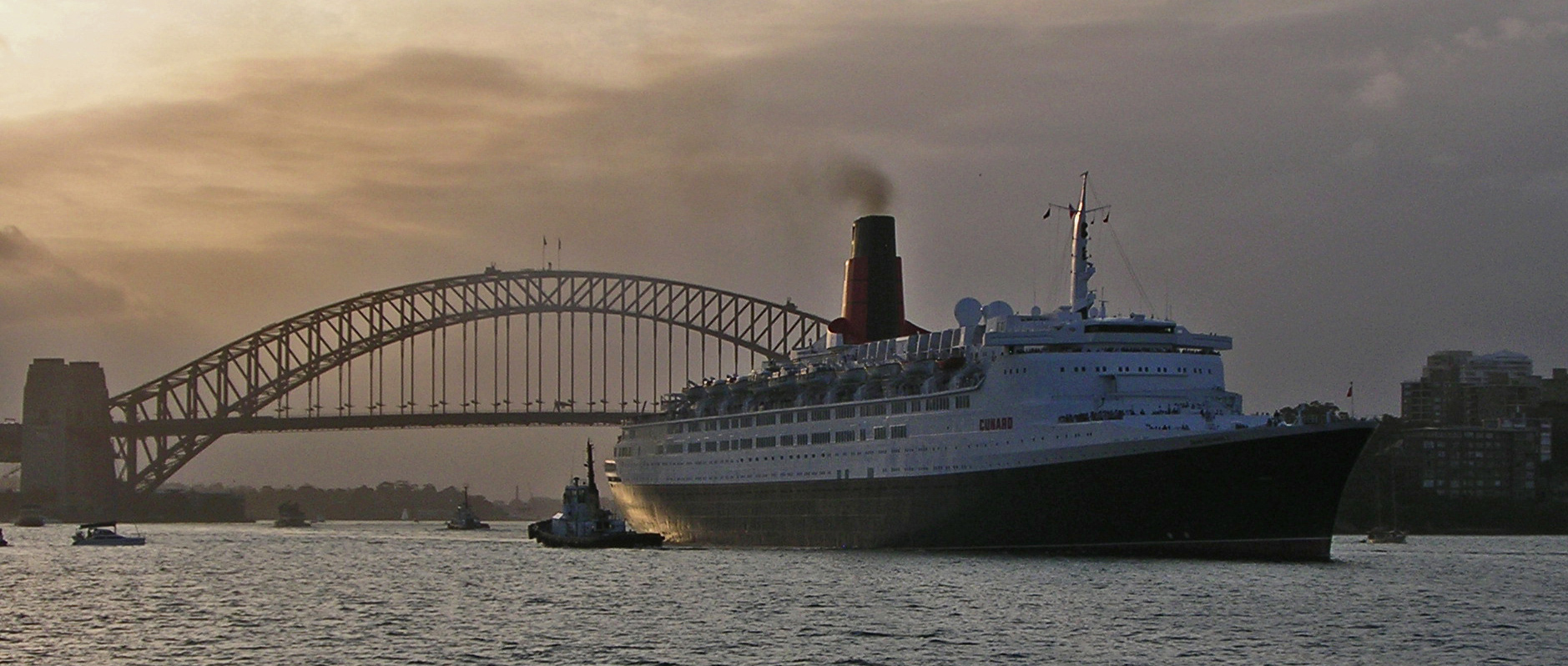
QE2 deixando Sydney no dia 18 de fevereiro de 2004

Em 1999, o QE2 deu 30 milhões para os EUA para renovação de serviço, o que incluiu melhorias nas salas públicas e uma nova paleta de cores nos passageiros das cabines. 
Em 2004, o navio parou, dobrando a tradicional rota de "transatlântico", e começou o tempo inteiro como cruzeiro, a rota transatlântica tinha sido atribuído a nova bandeira da Cunard, o RMS Queen Mary 2. No entanto, o QE2 ainda realizou viagens regulares ao redor mediterrâneo. Por esta altura, ele não tinha mais estrutura para rivalizar os novos navios de cruzeiro maiores. QE2 manteve o seu título de navio mais rápido à tona de (28,5 nós), com a economia de combustível a essa velocidade de 49,5 pés (15m) para o galão. 
No final de sua viagem em 2005, algumas partes de suas obras foram danificadas, enquanto alguns membros da tripulação que haviam ficado embriagados em uma festa da tripulação a bordo, foi uma agitação de vandalismo através das áreas públicas do navio. 
No dia 5 de novembro de 2004, o QE2 tornou-se o navio mais antigo da Cunard, superando o RMS Aquitania de 35 anos. 

### Aposentadoria

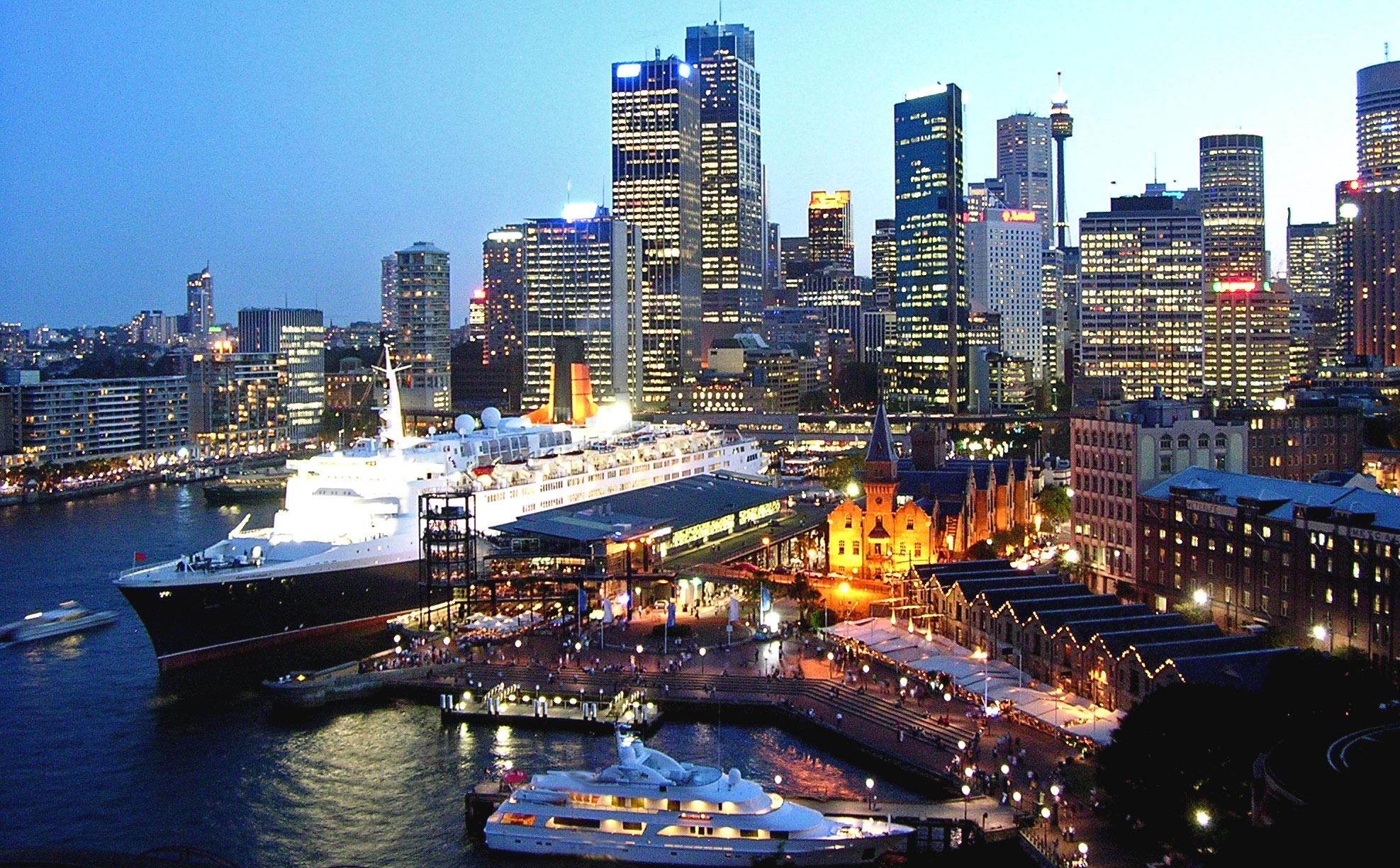
QE2 ancorado em Sydney em 2007

No dia 18 de junho de 2007, foi anunciado pela Cunard, que o QE2 foi comprado por Dubai, em uma empresa de investimentos por RS$ 100 milhões. A sua aposentadoria, foi forçada para mudanças estruturais grandes e caros para ter sido implementado no navio.
QE2 dividiu o porto de Zeebrugge, com o MS Queen Victoria, no dia 18 de julho de 2008, onde os dois Cunarders trocaram buzinas. QE2 completou sua última viagem em uma travessia do Atlântico, de Nova York para Southampton, junto com o seu sucessor, o QM2. Os dois navios partiram de Nova York no dia 16 de outubro e chegaram em Southampton no dia 22 de outubro. E com isso marcou o fim do QE2 em viagens transatlânticas.